# Phân tích báo cáo tài chính

Một biểu đồ tài chính

Phân tích báo cáo tài chính (Financial statement analysis) hay còn gọi là Phân tích tài chính (Financial analysis) là quá trình xem xét và phân tích một báo cáo tài chính của công ty để đưa ra các quyết định kinh tế tốt hơn nhằm tìm kiếm cơ hội, cải thiện, gia tăng thu nhập trong tương lai. Các báo cáo được phân tích này bao gồm Báo cáo kết quả kinh doanh (Income statement/Báo cáo lãi lỗ), Bảng cân đối kế toán (Balance sheet/Báo cáo tình hình tài chính), báo cáo lưu chuyển tiền tệ (Statement of cash flows/Báo cáo dòng tiền mặt), Báo cáo thuyết minh tài chính (Notes to accounts) và Báo cáo biến động vốn chủ sở hữu (Statement of changes in equity) nếu có. Phân tích báo cáo tài chính là một phương pháp hoặc quy trình liên quan đến các kỹ thuật cụ thể để đánh giá rủi ro, hiệu quả hoạt động, định giá, sức khỏe tài chính và triển vọng tương lai của một doanh nghiệp, tổ chức tài chính. Benjamin Graham và David Dodd lần đầu tiên xuất bản cuốn sách có ảnh hưởng lớn sau này mang tên "Phân tích chứng khoán" vào năm 1934.

## Đại cương
Phân tích báo cáo tài chính được sử dụng bởi nhiều bên liên quan, chẳng hạn như các nhà đầu tư, tổ chức tín dụng và chủ sở hữu vốn cổ phần, chính phủ, công chúng và những người ra quyết định trong tổ chức, doanh nghiệp. Các bên liên quan này có những mối quan tâm khác nhau và áp dụng nhiều kỹ thuật khác nhau để đáp ứng nhu cầu của họ. Ví dụ, các nhà đầu tư, những nhà chủ sở hữu cổ phần quan tâm đến khả năng thu nhập dài hạn của tổ chức và có lẽ tính bền vững và tăng trưởng của việc trả cổ tức. Các chủ nợ muốn đảm bảo tiền lãi và tiền gốc được trả cho chứng khoán nợ của tổ chức (ví dụ: trái phiếu) khi đáo hạn. Các phương pháp phân tích báo cáo tài chính phổ biến bao gồm phân tích theo chiều ngang và chiều dọc và sử dụng tỷ số tài chính (tỷ số tài chính). Thông tin lịch sử kết hợp với một loạt các giả định và điều chỉnh thông tin tài chính có thể được sử dụng để dự đoán kết quả hoạt động trong tương lai. Chứng chỉ phân tích tài chính Chartered Financial Analyst (Chứng chỉ CFA) dành cho các nhà phân tích tài chính chuyên nghiệp.
Nhà đầu tư Warren Buffett là người nổi tiếng ủng hộ triết lý của Graham và Dodd. Cách tiếp cận của Graham và Dodd được gọi là phân tích cơ bản và bao gồm: Phân tích kinh tế; Phân tích ngành; và Phân tích công ty. Sau này thì đây là lĩnh vực chính của phân tích báo cáo tài chính. Trên cơ sở ba phân tích cơ bản này, giá trị nội tại của một doanh nghiệp được hé lộ và xác định. Phân tích theo chiều ngang (Horizontal analysis) so sánh thông tin tài chính theo thời gian, thường là từ những quý hoặc năm trước. Phân tích theo chiều ngang được thực hiện bằng cách so sánh dữ liệu tài chính từ báo cáo quá khứ, chẳng hạn như báo cáo thu nhập. Khi so sánh thông tin trong quá khứ này, người ta sẽ muốn tìm kiếm các biến thể như thu nhập cao hơn hoặc thấp hơn. Phân tích theo chiều dọc (Vertical analysis) là phân tích tỷ lệ phần trăm của báo cáo tài chính. Mỗi chi tiết đơn hàng được liệt kê trong báo cáo tài chính được liệt kê dưới dạng phần trăm của một chi tiết đơn hàng khác. Ví dụ: trên báo cáo thu nhập, mỗi chi tiết đơn hàng sẽ được liệt kê dưới dạng phần trăm của tổng doanh thu. Kỹ thuật này còn được gọi là chuẩn hóa hoặc quy mô phổ quát (common-sizing). Các tỷ số tài chính là công cụ rất đắc dụng để thực hiện một số phân tích nhanh chóng về báo cáo tài chính. Có bốn loại tỷ lệ chính: tỷ lệ thanh khoản, tỷ lệ sinh lời, tỷ lệ hoạt động và tỷ lệ đòn bẩy. Chúng thường được phân tích theo thời gian và giữa các đối thủ cạnh tranh trong một ngành.